# Lycée Français Saint Louis de Stockholm
Le lycée Français Saint Louis de Stockholm est un établissement scolaire situé à Stora Essingen dans le  district de Kungsholmen à Stockholm en Suède.

## Présentation
Le Lycée français Saint-Louis est un lycée international de langue française situé à Essingestråket 24 à Stora Essingen. 
L'établissement assure les enseignements de la maternelle au lycée.
L'école suit le système scolaire français et compte environ 800 élèves. 
Les lycéens qui réussissent reçoivent un diplôme français, un baccalauréat et, selon leur choix individuel, peuvent également passer un examen de lycée suédois en même temps.

## Histoire
Le Lycée Français Saint-Louis et l'école française de Stockholm (sv) ont une longue histoire commune. 
L'École française a été fondée en 1862 par les Sœurs de Saint Joseph de Chambéry en France et son objectif était de donner une bonne éducation aux enfants catholiques pauvres. 
En 1867, elle devient une école suédoise avec le français comme première langue étrangère.
Durant la Seconde Guerre mondiale, Mademoiselle Roullier, directrice de l'école, décide de créer un groupe pédagogique doté de son propre département et baptisé « Cours Français ». 
Les enfants français, étrangers et suédois avaient alors la possibilité de choisir une éducation entièrement en français et selon le programme des cours français.
En 1945, le groupe est développé par Elisabeth Carrier et en concertation avec Mademoiselle Fernande Brodet. Mademoiselle Madeleine Sirantoine était chargée de l'enseignement. 
Le groupe a son propre département à l'École française. 
Après la guerre, lorsque l'école s'agrandit, la partie entièrement française de l'École française s'agrandit également, qui s'appelle alors « Cours Français Saint-Louis ». 
Le manque de place dans les locaux de l'École française a contraint le Cours Français Saint-Louis à trouver de nouveaux locaux.
Au début des années 1970, le Cours Français Saint-Louis devait être dispensé dans différents locaux de la ville. 
En 1975, les locaux actuels ont été découverts dans l'Essingeskolan à Stora Essingen. 
En 1980, le nom a été changé en Lycée Français Saint-Louis et l'école est aujourd'hui une école entièrement francophone avec le droit d'organiser des examens de fin de scolarité en français.

## Biographie
- Jarnhammar, Lennart, 1948-, Liberté, egalité, fraternité : Franska skolan, Stockholm, Franska skolan, 2002, 112 p.

## Galerie

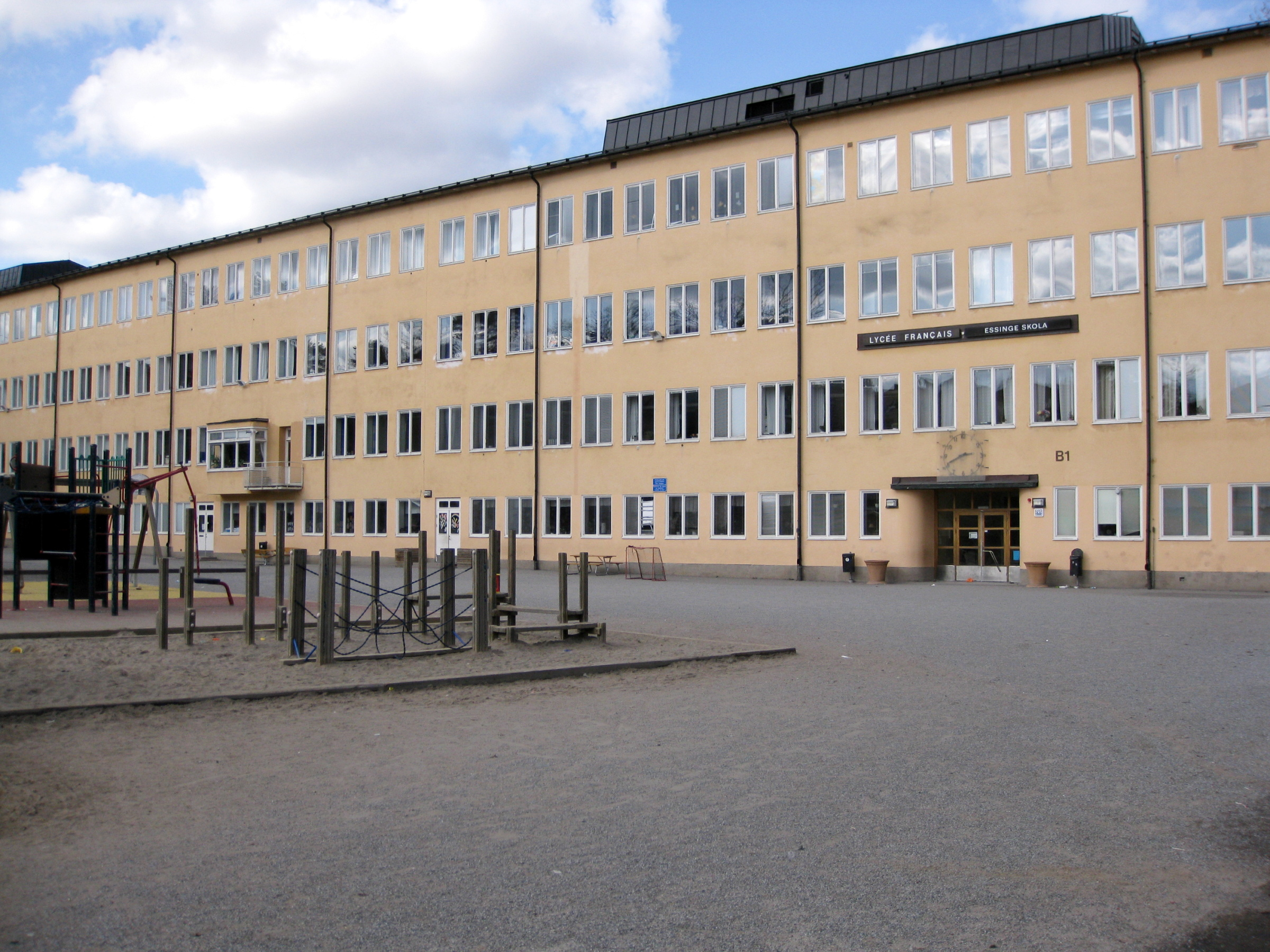
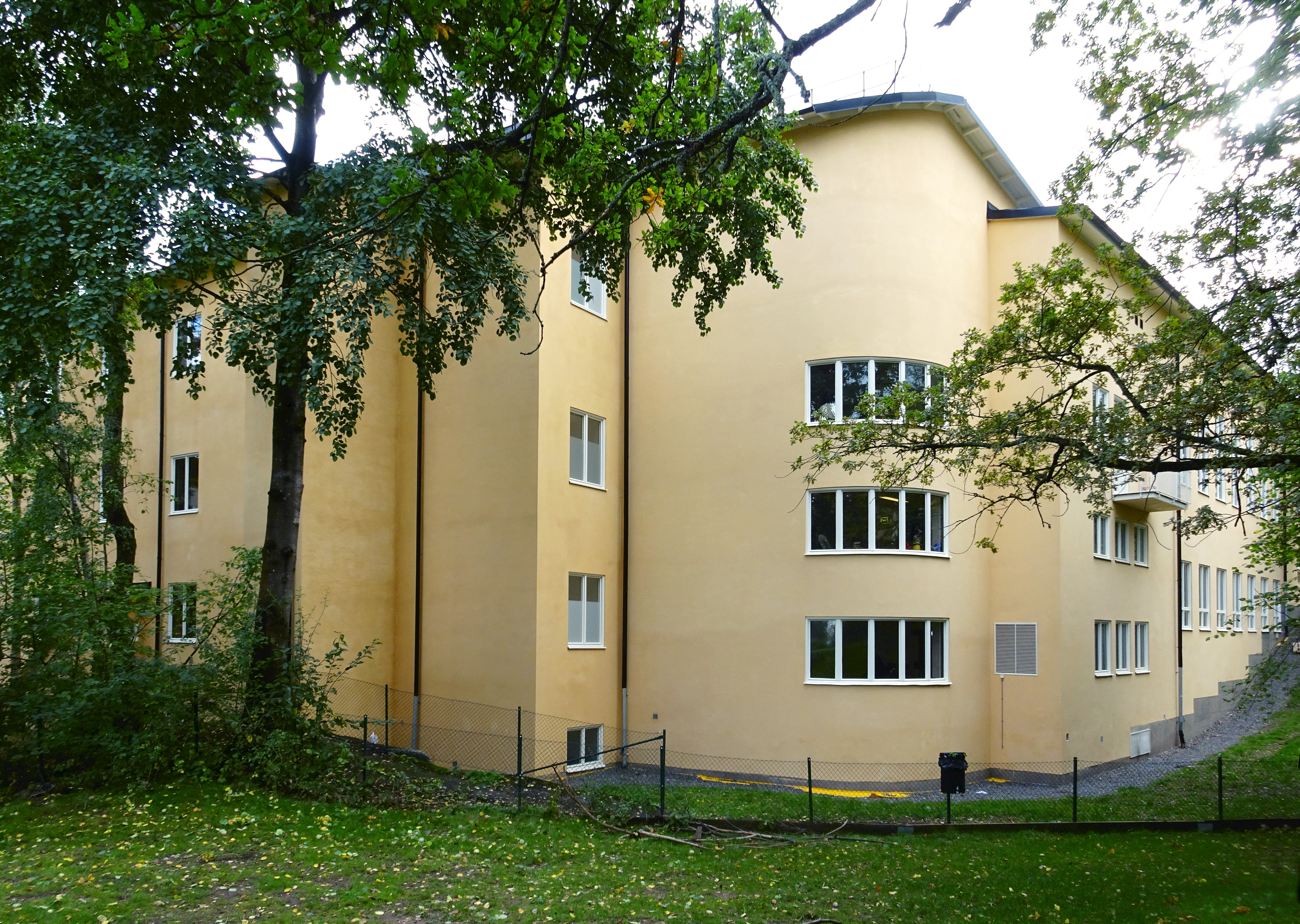
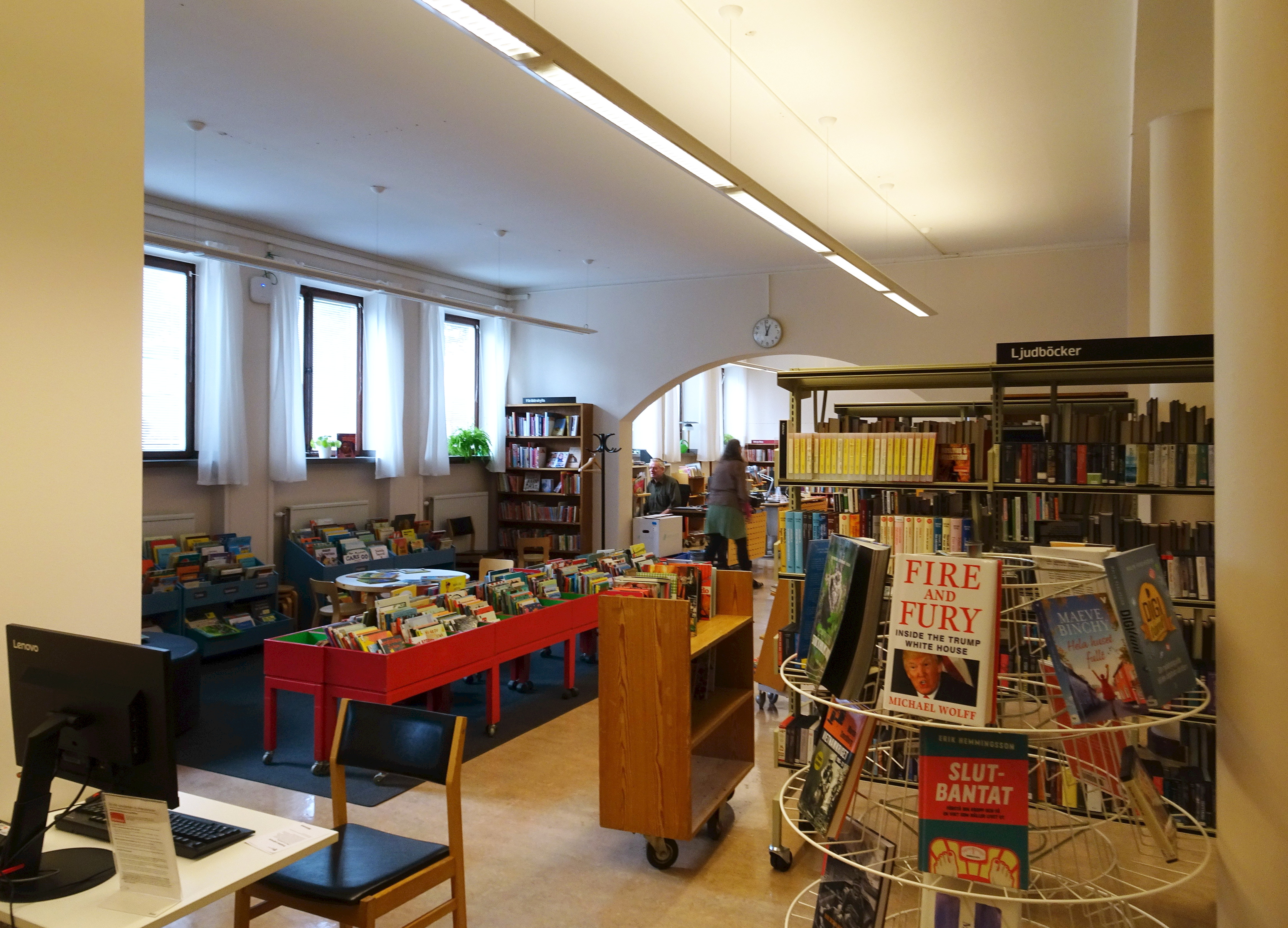
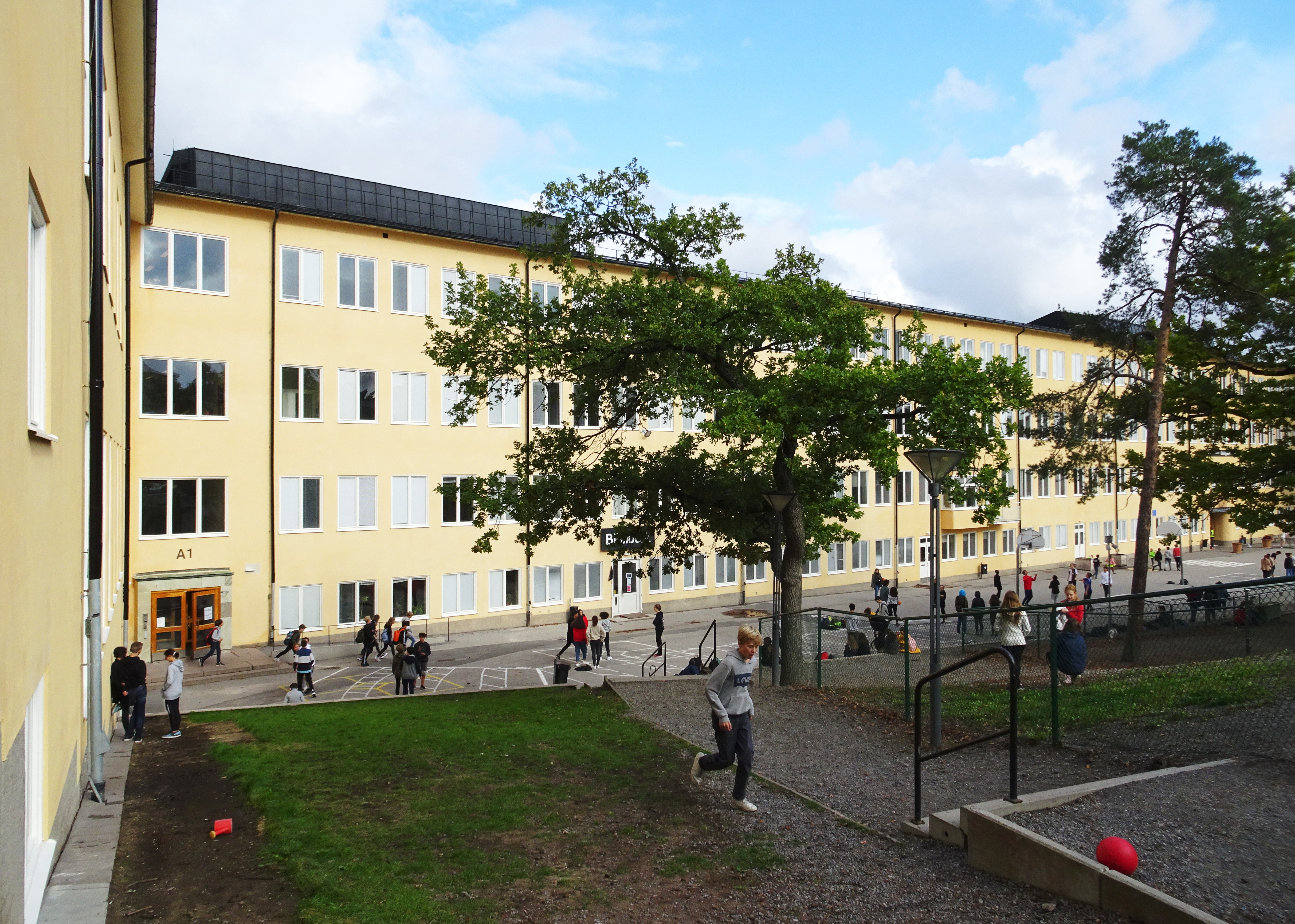